# Bedford TA
Le Bedford TA (aussi appelé Bedford A) était un camion fabriqué par le constructeur britannique Bedford de 1953 à 1958. 
Conçu pour se substituer à l’antique série Bedford K/M/O, cet utilitaire a marqué son époque par une certaine ubiquité dans le domaine du transport routier. Durant sa période de fabrication, il fut produit à hauteur d’environ 200 000 exemplaires, avant que son modèle ne fût révisé et modernisé pour devenir le Bedford TJ.
Le camion était un véhicule tout à fait inédit comparé à ses devanciers et se mesurait avantageusement à d'autres véhicules analogues provenant d'autres constructeurs. Toutefois, les modèles TA et TD jouissaient d'une prééminence notable auprès de leurs semblables, en raison de la munificence de leurs moteurs. Ces derniers constituaient une évolution des célèbres unités Stovebolt. Outre les principaux moteurs à six cylindres, lesquels prenaient leur origine dans les productions de Chevrolet, divers moteurs à allumage par compression, notamment des Perkins à quatre ou six cylindres, étaient également à la disposition des acquéreurs. Ces variantes permettaient une adaptabilité plus étendue et répondaient aux attentes de ceux qui prisent davantage l'efficience et la durabilité.

## Développement

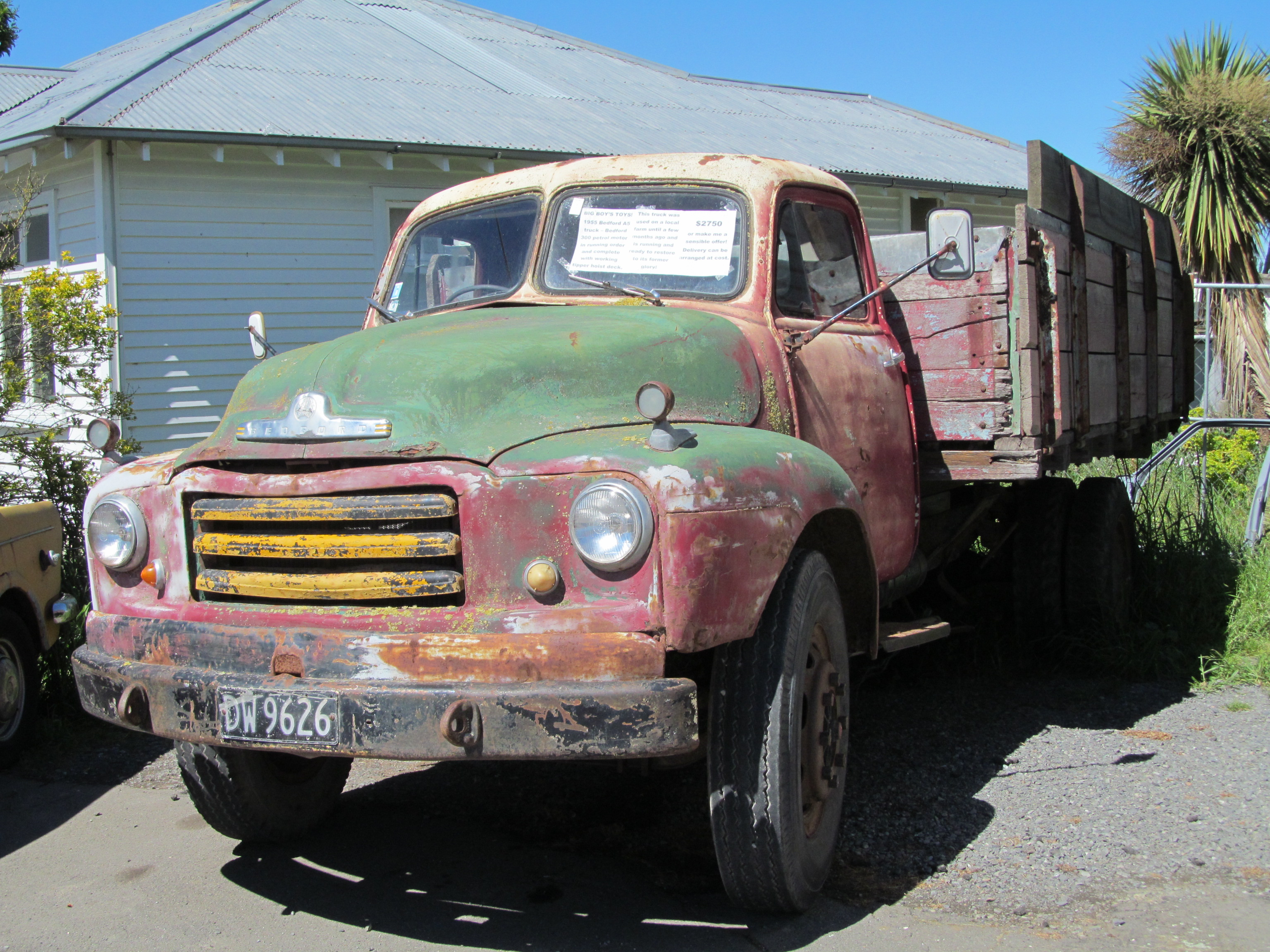
Bedford A5 1957

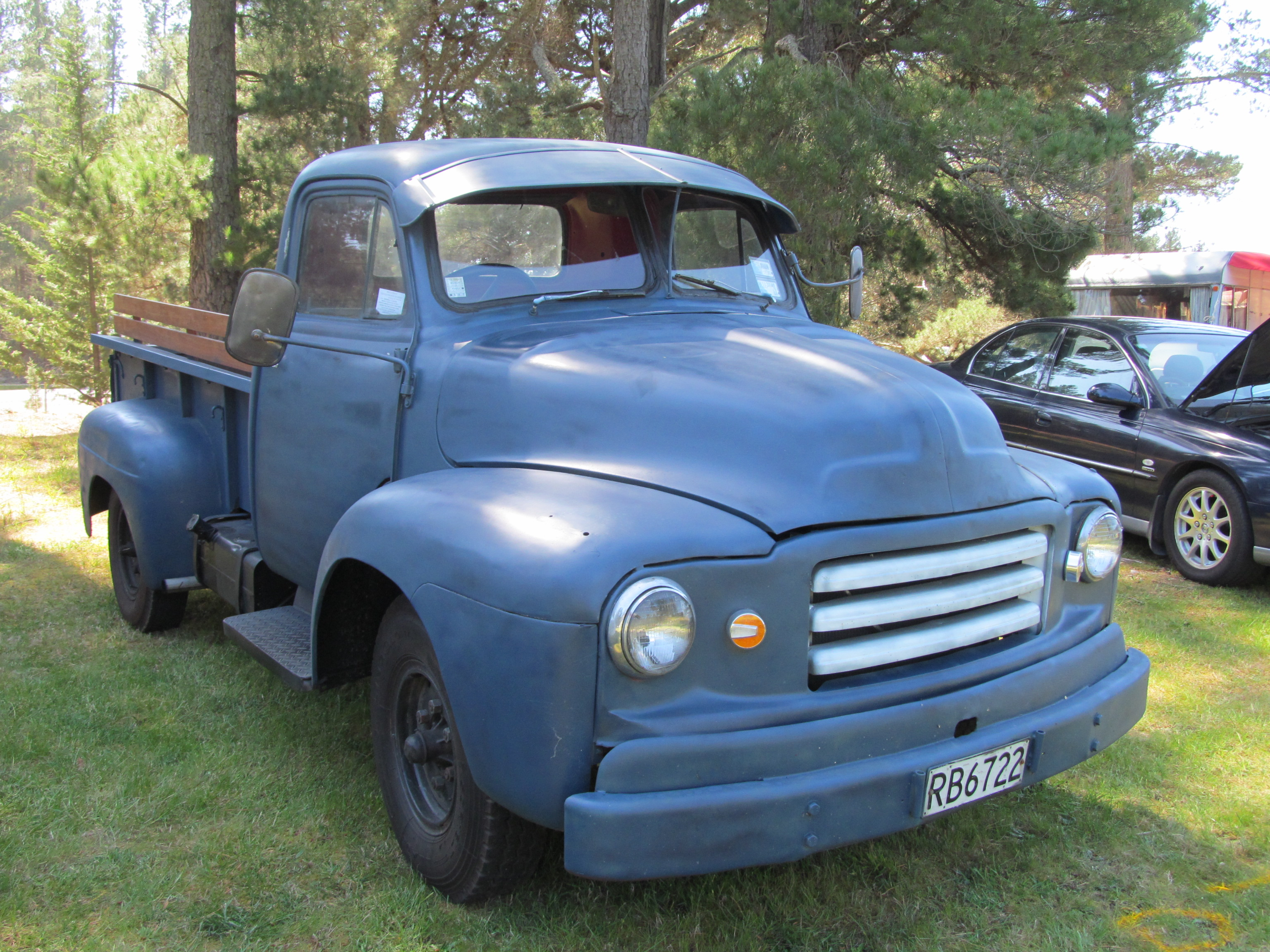
Bedford A1 1953

Avec l'issue de la Seconde Guerre mondiale, les manufactures de Bedford, auparavant réorientées vers une production exclusivement militaire en faveur de l'effort de guerre, se retrouvèrent en un état de vétusté manifeste. Cette condition délabrée ne permit point une transition aisée vers une activité civile, contraignant ainsi l'entreprise à perpétuer l’exploitation de ses modèles vieillissants de camions Bedford K/M/O. Dans une quête de rentabilité, Bedford s’astreignit à privilégier sa production à l’exportation, suivant en cela une inclination généralisée des manufactures automobiles britanniques. Ce choix s’inscrivait dans une doctrine nouvelle, couramment désignée par l’adage « Export or Die », laquelle revêtit une importance capitale pour l’économie d’après-guerre. Cette orientation fut également à l’origine du développement du Land Rover, un véhicule destiné à l’exportation qui s’érigea ultérieurement en parangon de l’industrie automobile. 
À cette époque, General Motors, maison-mère de Vauxhall Motors, laquelle détenait également le contrôle de Bedford, prospérait outre-Atlantique en introduisant sur le marché des camions commerciaux une série de nouveaux modèles. Parmi ceux-ci, la gamme Chevrolet et GMC Advance Design jouissait d'une faveur notable, s'érigeant en camions les plus prisés des États-Unis dans ce segment. Afin d’amoindrir les frais inhérents à la conception et à la production, il fut résolu d’importer en l’usine de Luton un modèle Chevrolet Advance Design. L’objectif en était de donner naissance à un nouveau modèle en s’appuyant sur l’outillage et les matrices du camion américain, plutôt que de se lancer dans l’entreprise dispendieuse d’une conception ex nihilo,.  
Lors du dévoilement de la série TA, maints organes de presse spécialisés en automobiographie relevèrent maintes affinités esthétiques entre l’Advance Design et le TA. Quelques observateurs insinuèrent même que certains panneaux de carrosserie eussent pu être interchangeables. Toutefois, Bedford s’empressa de proclamer qu’au-delà d’une analogie stylistique – laquelle se vérifiait également pour l’Opel Blitz remanié des années 1950 – il n’existait nulle parenté mécanique entre ces véhicules. L’entreprise argua que si elle s’était avisée de pasticher la conception du camion américain, de graves obstacles eussent surgi quant à l’ajustement des outils et matrices d’outillage américains aux machineries britanniques contemporaines. Cela résultait notamment du fait que le camion Bedford surpassait légèrement son homologue américain tant en dimensions qu’en embonpoint. Par ailleurs, il convient de souligner que l’Advance Design, en passe d’être supplanté aux États-Unis, voyait son esthétique s’inscrire dans une certaine modernité outre-Manche, conférant à la série TA une singularité novatrice. Cet atour stylistique, rare dans les productions britanniques d’alors, fut un facteur prépondérant de son succès. 
Lors de son apparition initiale, le modèle TA fut présenté aux concessionnaires ainsi qu’aux principaux exploitants de parcs automobiles, lesquels formulèrent des appréciations favorables à l’endroit du véhicule. Les premières ventes surpassèrent notablement les capacités de production des manufactures de Bedford, engendrant ainsi des pénuries et des retards dans l’assemblage. Durant l’année modèle 1954, diverses modifications furent apportées, parmi lesquelles un nouveau capot embouti, orné d’une crête surélevée en forme de T, laquelle conférait une solidité accrue à la partie antérieure du véhicule et en rehaussait la prestance générale.
La série TA fut déclinée en une myriade de configurations, englobant des camions à plateau, des fourgonnettes, des camionnettes, des châssis-cabines, ainsi que des véhicules d’ambulance.
En 1957, le modèle désigné sous l'appellation TA subit une modernisation substantielle et fut ainsi renommé TD. Légèrement redessiné, ce dernier reçut des modifications notables, notamment concernant les modèles les plus lourds qui se virent dotés d'une calandre avant différente. 